# Zettámetro

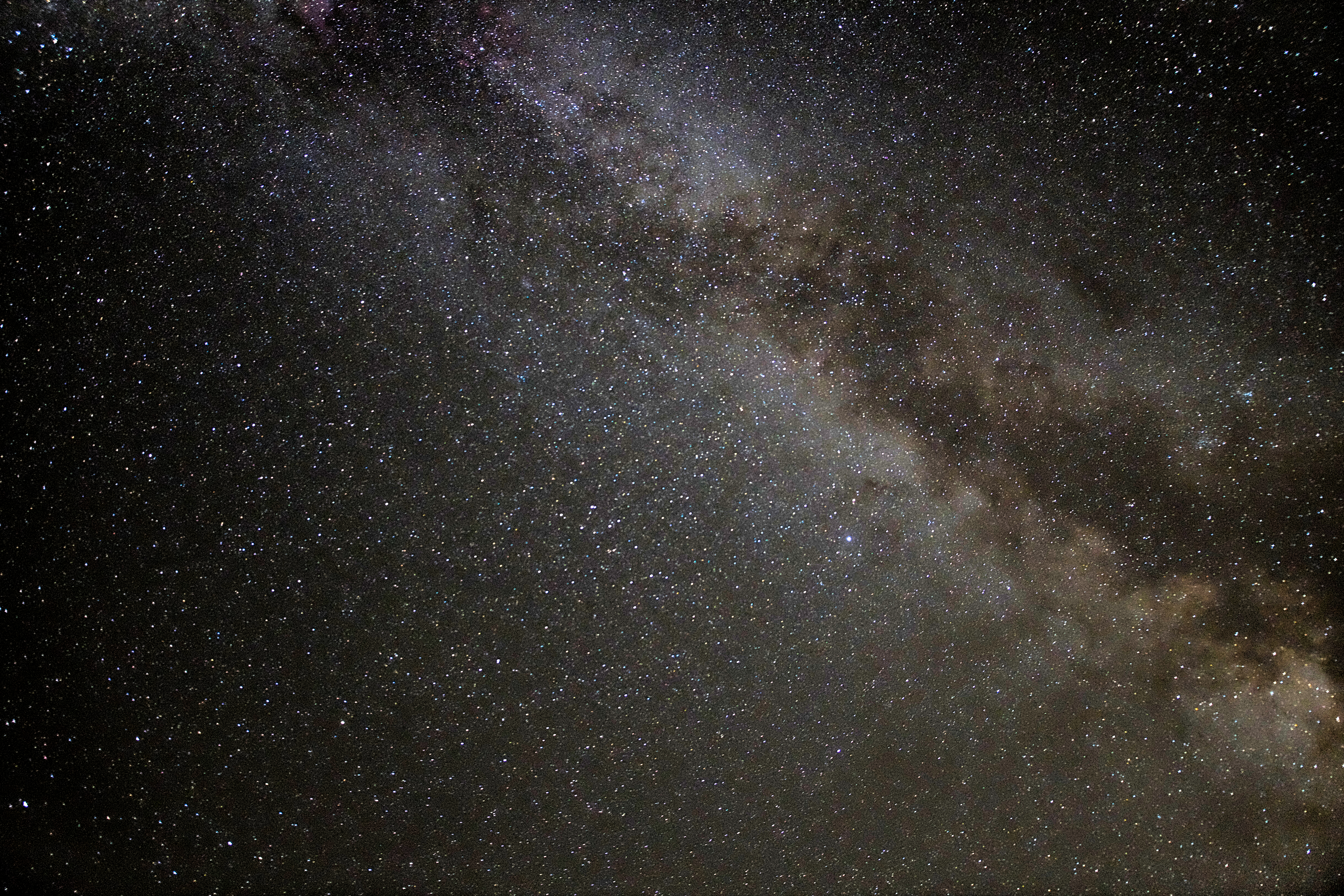
La Vía Láctea es igual a un Zettametro

El zettámetro es una unidad de longitud equivalente a 1021 (1000 trillones) de metros, representada por el símbolo Zm. Es una medida utilizada en cosmología.

## Equivalencias en el SI
- 1021 = 1 000 000 000 000 000 000 000 m
- La Vía Láctea (nuestra galaxia) tiene un diámetro aproximado de un zettametro.